# 旧大陆的猪笼草
《旧大陆的猪笼草》（Pitcher Plants of the Old World）是斯图尔特·麦克弗森所著的两本关于猪笼草和土瓶草的专著。2009年5月由雷德芬自然历史出版社出版。由阿拉斯泰尔·罗宾逊和安德烈亚斯·弗莱施曼（Andreas Fleischmann）负责编辑。
2011年出版的《新猪笼草：卷一》是该书的一个补充，其囊括了2009年之后发现的许多猪笼草新类群。

## 主要内容
书中详细介绍了土瓶草和120种猪笼草，其中包括新描述的物种——小瓮猪笼草（N. micramphora）。另外还有5个“未完全鉴定的类群”，分别为米苏尔岛猪笼草（N. sp. Misool）、西巴布亚猪笼草（N. sp. Papua，之后被归入蓝姆猪笼草（N. lamii））、攀牙猪笼草（Nepenthes sp. Phanga Nga，之后被描述为球状奇异猪笼草（N. mirabilis var. globosa））、苏拉威西猪笼草和董里猪笼草（N. sp. Trang，之后被描述为克尔猪笼草（N. kerrii））。汉密吉伊坦山猪笼草（Nepenthes hamiguitanensis）被描述于斯图尔特·麦克弗森的另一本书《食虫植物及原生地》（Carnivorous Plants and their Habitats）中，在书中被认为是小瓮猪笼草和盾叶猪笼草（N. peltata）的自然杂交种。
在接受《The Hoopoe》节目采访时，斯图尔特·麦克弗森是这样解释其写书和大量野外考察的原因的：
|  | 在我准备编写《旧大陆的猪笼草》时，发现非常缺乏几十种猪笼草的资料。因为很多猪笼草属物种都没有引入种植，同时分类也非常的混乱，所以我决定研究和在野外拍摄每一种猪笼草及土瓶草，以充分获得每一个物种的资料。2006年我从大学毕业，当时我23岁，我立刻开始了对猪笼草和土瓶草长达3年的认真研究，并累计进行了18个月的野外考察。这3年里为了寻找猪笼草，我在东南亚攀登山峰的数目超过了100座。这些行程大多都很简单，最多仅几天而已。但少数长时间的考察也是非常值得的，我曾花了一个星期的时间就发现了一个猪笼草的新类群。 |

### 所述物种
该书除了介绍了土瓶草外，共介绍了120个猪笼草属物种及5个未描述的类群。
1. 宽叶猪笼草
N. adnata
2. 翼状猪笼草
N. alata
3. 白猪笼草
N. alba
4. 白环猪笼草
N. albomarginata
5. 苹果猪笼草
N. ampullaria
6. 昂嘎桑猪笼草
N. angasanensis
7. 阿金特猪笼草
N. argentii
8. 马兜铃猪笼草
N. aristolochioides
9. 爱登堡猪笼草
N. attenboroughii
10. 贝卡利猪笼草
N. beccariana
11. 贝里猪笼草
N. bellii
12. 本斯通猪笼草
N. benstonei
13. 二齿猪笼草
N. bicalcarata
14. 波哥猪笼草
N. bokorensis
15. 邦苏猪笼草
N. bongso
16. 博世猪笼草
N. boschiana
17. 豹斑猪笼草
N. burbidgeae
18. 伯克猪笼草
N. burkei
19. 风铃猪笼草
N. campanulata
20. 陈氏猪笼草
N. chaniana
21. 圆盾猪笼草
N. clipeata
22. 科普兰猪笼草
N. copelandii
23. 丹瑟猪笼草
N. danseri
24. 迪安猪笼草
N. deaniana
25. 密花猪笼草
N. densiflora
26. 上位猪笼草
N. dubia
27. 滴液猪笼草
N. distillatoria
28. 疑惑猪笼草
N. edwardsiana
29. 爱德华猪笼草
N. diatas
30. 鞍型猪笼草
N. ephippiata
31. 真穗猪笼草
N. eustachya
32. 艾玛猪笼草
N. eymae
33. 法萨猪笼草
N. faizaliana
34. 杏黄猪笼草
N. flava
35. 暗色猪笼草
N. fusca
36. 无毛猪笼草
N. glabrata
37. 有腺猪笼草
N. glandulifera
38. 小猪笼草
N. gracilis
39. 瘦小猪笼草
N. gracillima
40. 裸瓶猪笼草
N. gymnamphora
41. 钩唇猪笼草
N. hamata
42. 刚毛猪笼草
N. hirsuta
43. 粗毛猪笼草
N. hispida
44. 胡瑞尔猪笼草
N. hurrelliana
45. 无刺猪笼草
N. inermis
46. 卓越猪笼草
N. insignis
47. 泉氏猪笼草
N. izumiae
48. 贾桂琳猪笼草
N. jacquelineae
49. 马桶猪笼草
N. jamban
50. 容洪猪笼草
N. junghuhnii
51. 贡布猪笼草
N. kampotiana
52. 印度猪笼草
N. khasiana
53. 克洛斯猪笼草
N. klossii
54. 空堪达猪笼草
N. khasiana
55. 蓝姆猪笼草
N. lamii
56. 熔岩猪笼草
N. lavicola
57. 小舌猪笼草
N. lingulata
58. 长叶猪笼草
N. longifolia
59. 劳氏猪笼草
N. lowii
60. 麦克法兰猪笼草
N. macfarlanei
61. 大叶猪笼草
N. macrophylla
62. 大型平庸猪笼草
N. macrovulgaris
63. 马达加斯加猪笼草
N. madagascariensis
64. 曼塔灵阿汉山猪笼草
N. mantalingajanensis
65. 马普鲁山猪笼草
N. mapuluensis
66. 马索亚拉半岛猪笼草
N. masoalensis
67. 大猪笼草
N. maxima
68. 美林猪笼草
N. merrilliana
69. 小瓮猪笼草
N. micramphora
70. 迈克猪笼草
N. mikei
71. 棉兰老岛猪笼草
N. mindanaoensis
72. 惊奇猪笼草
N. mira
73. 奇异猪笼草
N. mirabilis
74. 柔毛猪笼草
N. mollis
75. 姆鲁山猪笼草
N. muluensis
76. 毛律山猪笼草
N. murudensis
77. 龙猪笼草
N. naga
78. 新几内亚猪笼草
N. neoguineensis
79. 诺斯猪笼草
N. northiana
80. 卵形猪笼草
N. ovata
81. 圆锥猪笼草
N. paniculata
82. 巴布亚猪笼草
N. papuana
83. 盾叶猪笼草
N. peltata
84. 伯威尔猪笼草
N. pervillei
85. 有柄猪笼草
N. petiolata
86. 菲律宾猪笼草
N. philippinensis
87. 细毛猪笼草
N. pilosa
88. 皮托庞猪笼草
N. pitopangii
89. 宽唇猪笼草
N. platychila
90. 莱佛士猪笼草
N. rafflesiana
91. 马来王猪笼草
N. rajah
92. 岔刺猪笼草
N. ramispina
93. 两眼猪笼草
N. reinwardtiana
94. 菱茎猪笼草
N. rhombicaulis
95. 硬叶猪笼草
N. rigidifolia
96. 罗恩猪笼草
N. rowanae
97. 血红猪笼草
N. sanguinea
98. 萨兰加尼猪笼草
N. saranganiensis
99. 辛布亚岛猪笼草
N. sibuyanensis
100. 欣佳浪山猪笼草
N. singalana
101. 斯迈尔斯猪笼草
N. smilesii
102. 匙叶猪笼草
N. spathulata
103. 显目猪笼草
N. spectabilis
104. 窄叶猪笼草
N. stenophylla
105. 苏门答腊猪笼草
N. sumatrana
106. 苏里高猪笼草
N. surigaoensis
107. 塔蓝山猪笼草
N. talangensis
108. 坚韧猪笼草
N. tenax
109. 毛盖猪笼草
N. tentaculata
110. 细猪笼草
N. tenuis
111. 高棉猪笼草
N. thorelii
112. 多巴猪笼草
N. tobaica
113. 托莫里猪笼草
N. tomoriana
114. 特勒布猪笼草
N. treubiana
115. 宝特瓶猪笼草
N. truncata
116. 维奇猪笼草
N. veitchii
117. 葫芦猪笼草
N. ventricosa
118. 维耶亚猪笼草
N. vieillardii
119. 长毛猪笼草
N. villosa
120. 佛氏猪笼草
N. vogelii

未完全描述的物种
1. 米苏尔岛猪笼草
N. sp. Misool
2. 西巴布亚猪笼草
N. sp. Papua（蓝姆猪笼草）
3. 攀牙猪笼草
N. sp. Phanga Nga（球状奇异猪笼草）
4. 苏拉威西猪笼草
N. sp. Sulawesi（黑猪笼草）
5. 董里猪笼草
N. sp. Trang（克尔猪笼草）

## 同行评议
这本书因其涉猎广泛、内容详细且照片质量极高而广受好评。马尔滕·J·M·克莉丝汀哈斯（Maarten J. M. Christenhusz）和迈克尔·F·费伊（Michael F. Fay）在《Phytotaxa》上对其评述道：
|  | 这是迄今为止唯一一本涉及猪笼草属整个地理分布范围内物种的著作。期间他（斯图尔特·麦克弗森）虚心的向其他学者请教分类方法，但这些方法都是地域性的。而其对所有猪笼草物种提供的信息化水平也是非常出色且前无古人的。 |

## 扩展阅读
- 《旧大陆的猪笼草》图片 （页面存档备份，存于）